# Atypus suwonensis
Atypus suwonensis KIM, KIM, JUNG & LEE, 2006  è un ragno appartenente al genere Atypus della Famiglia Atypidae.
Il nome deriva dal greco ᾶ-, àlfa-, con valore di negazione della parola seguente, e τύπος, typos, cioè forma, immagine, tipo, ad indicarne la forma atipica a causa della sproporzione dei cheliceri e delle filiere.
Il nome proprio deriva dalla città di Suwon, nella parte occidentale della Corea del Sud, luogo di rinvenimento, e dal suffisso latino -ensis, che significa: presente, che è proprio lì.

## Caratteristiche
Questa specie condivide alcuni caratteri con A. coreanus; ne differisce principalmente per l'allineamento dei denti al margine anteriore dei cheliceri, e nella forma del bordo superiore laterale dell'apofisi tegolare.
I maschi sono lunghi 14,7 millimetri, inclusi i cheliceri ed escluse le filiere; il cefalotorace misura 5 x 4,9 millimetri è di colore bruno rossiccio, lucido e quadrangolare, ed ha il bordo striato di nero. I cheliceri sono di colore bruno rossiccio scuro, ben sviluppati, con 13 denti e con un profondo solco longitudinale alla base della superficie retrolaterale. L'opistosoma è lungo 5,6 x 3,6 millimetri, di forma subovale e di colore nero e opaco. Le filiere sono grigio nerastre chiare e sono sei: quelle anteriori laterali sono lunghe 0,5 millimetri, quelle mediane posteriori 0,9 e le due posteriori laterali sono suddivise in quattro segmenti di lunghezza complessiva 2,7 millimetri.

## Comportamento
Come tutti i ragni del genere Atypus, anche questa specie vive in un tubo setoso parallelo al terreno, per una ventina di centimetri circa seppellito e per altri 8 centimetri fuoriuscente. Il ragno resta in agguato sul fondo del tubo: quando una preda passa sulla parte esterna, le vibrazioni della tela setosa allertano il ragno che scatta e la trafigge, per poi rompere la sua stessa tela, portarsi la preda nella parte interna e cibarsene..

## Distribuzione
Rinvenuta nella località di Seodung-Dong, nei pressi della città sudcoreana di Suwon.